# Тучанский сельсовет
Тучанский сельсовет — упразднённая административная единица на территории Клецкого района Минской области Республики Беларусь.

## Географическое положение
Сельсовет расположен в центральной части Клецкого района. Граничит с Голынковским, Грицевичским, Краснозвёздовским, Кухчицким, Синявским сельсоветами Клецкого района.

## История
В 1939 году после воссоединения Западной Беларуси и с БССР на территории современного Тучанского сельсовета были созданы временные органы власти. В марте 1940 года здесь были проведены выборы в местные Советы депутатов, а в декабре был организован Межнослободской сельский Совет, деятельность которого прекращалась в связи с войной.
1 марта 1966 года Межнослободской сельсовет был переименован в Тучанский с расположением в новом здании в деревне Туча.
21 января 2004 года Яновичи и Стралково переданы в состав Краснозвёздовского сельсовета.
28 декабря 2007 года в границы Дунайчицы включена деревня Поначь-Мурованка.
28 июня 2013 года Тучанский сельсовет упразднён. Населённые пункты Карацк, Бабичи, Межная Слобода включены в состав Голынковского сельсовета; населённые пункты Дунайчицы, Мостиловичи, Туча, Рудки, Третьяки — в состав Кухчицкого сельсовета.

## Состав
Тучанский сельсовет включает 8 населённых пунктов:
- Бабичи — деревня.
- Дунайчицы — деревня.
- Карацк — агрогородок.
- Мостиловичи — деревня.
- Межная Слобода — деревня.
- Рудки — деревня.
- Третьяки — деревня.
- Туча — агрогородок.

Упразднённые населённые пункты на территории сельсовета:
- Новинки — деревня.
- Поначь-Мурованка — деревня[3].
- Стралково — деревня[2].
- Яновичи — деревня[2].

## Производственная сфера
- СПФ «Туча» РУП «Минск-Кристалл»
- ИПСЧУП «Налибоки-Неман». Бывшмй колхоз «Красный партизан», который был образован в марте 1949 году в результате объединения СХО им. Держинского, колхоза «Новая жизнь» и колхоза «Новый путь». В 2003 году колхоз «Красный партизан» переименован в СПК «Карацк», в 2004 году в — ИПСЧУП «Налибоки-Неман»

## Социально-культурная сфера
- Карацкая государственная общеобразовательная средняя школа. В 2007 году отметила 100-летие
- Тучанский учебно-педагогический комплекс детский сад-средняя школа. Основан в 1912 году, как начальная школа в доме местного священника Круковского, где детей учила его жена Прасковья Васильевна
- Карацкий детский сад. Открыт в 1985 году
- Культура: Тучанский Дом культуры, Тучанская сельская библиотека, Бабичанская и Дунайчицкая сельские библиотеки-клуб, Мостиловичская и Межнослободская сельские библиотеки
- Здравоохранение: три ФАПа — Тучанский, Карацкий, Дунайчицкий